# Oihana
Oihana est un prénom féminin basque qui signifie « bois, forêt ».
L'équivalent de ce prénom en français est « Sylvie ».